# Едвард Бід Кленсі
Едвард Бід Кленсі (англ. Edward Bede Clancy; 13 грудня 1923 року, Літгоу — 3 серпня 2014) — австралійський кардинал, архієпископ Канберри (1978–1983) і Сіднея (1983—2001).

## Біографія
Навчався у колегіях святого Колумбана в Спрінгвуді і святого Патріка в Менлі. Згодом продовжив своє навчання в університетах Рима: у Папському Урбаніанському університеті здобув докторський ступінь з теології (1955), у Папському біблійному інституті — ліцензіат з екзегези Святого Письма (1963). 23 липня 1949 року отримав священицьке рукоположення. Виконував душпастирське служіння в Сіднейській архідієцезії, працював викладачем в колегіях в Спрінгвуді і Менлі, був капеланом Сіднейського університету.
25 жовтня 1973 року Папа Римський Павло VI призначив Едварда Кленсі єпископом-помічником Сіднея, титулярним єпископом Ард Карна. Єпископська хіротонія відбулася 19 січня 1974 року (головний святитель — кардинал Джеймс Фріман, архієпископ Сіднея). 24 листопада 1978 року Папа Іван-Павло II призначив єпископа Кленсі архієпископом Канберри і Ґолберна, а 12 лютого 1983 року — архієпископом Сіднея. Архієпископ Кленсі був головою Єпископської конференції Австралії, брав участь у сесіях Всесвітнього Синоду Єпископів у Ватикані, належав до складу Генерального секретаріату Синоду.
28 червня 1988 року Папа Іван Павло II надав архієпископові Кленсі сан кардинала-пресвітера з титулом римської церкви Санта-Марія-ін-Валлічелла. Кленсі брав участь у роботі Ради кардиналів для вивчення економічних і організаційних проблем Святого Престолу (з 1988), а в січні 2000 року був спеціальним легатом Івана Павла II на Богородичному конгресі в Манілі.
26 березня 2001 року кардинал Кленсі був звільнений від виконання обов'язків архієпископа Сіднея у зв'язку з досягненням пенсійного віку. Його наступником став архієпископ (пізніше кардинал) Джордж Пелл. Після досягнення 80-річного віку (грудень 2003 року) кардинал Кленсі втратив право участі в конклаві.